# Giuseppe Agnello
Giuseppe Agnello (Canicattini Bagni, 5 febbraio 1888 – Siracusa, 28 settembre 1976) è stato un archeologo, antifascista e politico italiano.

## Biografia
Giuseppe Agnello nacque da Santo e Concetta Cultrera. Dopo gli studi liceali frequentò l'università di Catania laureandosi in lettere nel 1913 con una tesi su "La leggenda di santa Oliva di Palermo", per scrivere la quale si avvalse della consulenza di Alfred Louis Delattre e Hippolyte Delehaye con i quali era in rapporto epistolare. Il relatore, Paolo Savj-Lopez, influenzò la formazione del suo pensiero filosofico.
Iniziò subito l'insegnamento di materie letterarie prima ad Adrano in provincia di Catania e poi a Caltanissetta e a Catania nel 1916. Venne quindi chiamato a difendere la patria nel corso della prima guerra mondiale ed inviato a combattere sul fronte con la Francia. In questo periodo registrò in un diario quelle che sarebbero poi state le sue ideologie politiche da allora in avanti.
Finita la guerra riprese l'attività di insegnante ottenendo la cattedra a Reggio Calabria tornando subito a Siracusa dove insegnò presso il liceo-ginnasio Gargallo.
A Siracusa iniziò ad interessarsi alla vita politica e si iscrisse al Partito popolare italiano. A quel periodo risalgono alcuni suoi scritti tra i quali uno particolarmente polemico verso il mondo politico aretuseo, titolato Il carnevale politico nel Siracusano (Siracusa 1924); le istituzioni fasciste siracusane sequestrarono quasi subito quello scritto.
Giuseppe Agnello venne più volte minacciato dai fascisti e subì diverse intimidazioni per questo suo atteggiamento ribelle e contrario al pensiero del regime fascista. Arrivò persino ad essere aggredito dai fascisti di Siracusa mentre camminava per le strade della città. Nel 1926, fu punito con il trasferimento forzato a Cento, lontano dai suoi affetti, e l'anno successivo fu, infine, licenziato senza diritto a pensione.
Anche suo figlio, incorse negli strali del regime e fu arrestato e detenuto nel carcere delle Murate a Firenze, dove rimase per quasi un anno.
Con la caduta del fascismo Giuseppe Agnello divenne Provveditore agli studi della Provincia di Siracusa e si avvicinò nuovamente alla vita politica.
Alla sua breve esperienza da parlamentare si devono atti importati e significativi come il potenziamento dell'Istituto nazionale di archeologia e storia dell'arte.
Ritiratosi presto dalla politica, nel 1948 divenne professore ordinario di Archeologia cristiana, dedicando il resto della sua vita a scrivere di archeologia su riviste del settore e pubblicando numerosi libri e saggi, per i quali si rimanda alla Bibliografia degli scritti sotto indicata.

## Lo scrittore
Agnello è stato un apprezzato studioso della storia e della cultura del territorio etneo, e ha scritto diversi libri e articoli sulla storia di Randazzo e dei suoi dintorni. Tra le sue opere più note si segnalano "La Città di Randazzo: Storia e Immagini" e "Il Castello di Randazzo: Storia, Architettura e Restauro". Grazie alla sua attività di ricerca, Agnello ha contribuito in modo significativo alla conoscenza della storia locale e alla valorizzazione del patrimonio culturale di Randazzo.
Le sue pubblicazioni rappresentano quindi una preziosa fonte di informazioni per chiunque voglia approfondire la storia di questa antica città siciliana. Sono numerosissimi gli scritti di Giuseppe Agnello, difficili da elencare tutti. Definito punto fondamentale di riferimento per svariati argomenti sull'archeologia cristiana, si annoverano tra i suoi scritti principali i seguenti titoli:
- Il carnevale politico nel Siracusano, Siracusa 1924
- L'architettura sveva in Sicilia, Roma 1935
- L'architettura aragonese-catalana in Siracusa, 1942
- Chi farà il processo al fascismo?, Siracusa 1947
- L'architettura bizantina in Sicilia, Firenze 1952
- "La Città di Randazzo: Storia e Immagini" e "Il Castello di Randazzo: Storia, Architettura e Restauro"
- La pittura paleocristiana della Sicilia, Città del Vaticano 1952
- I Vermexio, architetti ispano-siculi del sec. XVII, Firenze 1959
- Siracusa barocca, Caltanissetta-Roma 1961 (con S. L. Agnello)
- L'Architettura civile e religiosa in Italia nell'età sveva, Roma 1961
- Le arti figurative nella Sicilia bizantina, Palermo 1962
- La mia vita nel ventennio, Siracusa 1962
- Siracusa nel Medioevo, 1964
- Palermo bizantina, Amsterdam 1969
- L'architettura aragonese-catalana in Italia, Palermo 1969.

Oltre a numerosi altri articoli di sua firma redatti all'interno di libri o riviste pubblicati in un largo arco di tempo e definiti preziosi dagli storici dell'argomento.

## Il Premio della Resistenza Giuseppe Agnello
Il Comitato provinciale di Siracusa dell'Associazione Nazionale Partigiani d'Italia istituì nel 1984 un premio in sua memoria dedicandolo ai protagonisti della Resistenza italiana durante gli anni di guerra.